# Richard Costain
Richard Costain (* 1839 auf der Isle of Man; † 1902 in West Derby, Liverpool) war ein britischer Geschäftsmann. Er war der Gründer der Costain Group, eines der größten, ältesten und bekanntesten Bauunternehmen Großbritanniens.

## Karriere
Geboren und aufgewachsen auf der Isle of Man, zog Richard Costain nach Crosby, Merseyside, wo er 1865 ein kleines, aber gut ausgestattetes Baugeschäft gründete. 1866 heiratete er Margaret Kneen, die Schwester seines Geschäftspartners William Kneen. Gemeinsam bauten sie das Geschäft aus, das sowohl in Lancashire als auch auf der Isle of Man tätig war. Kneen und Costain kauften Grundstücke und bauten darauf viele Häuser. Maurer und Tischler wurden aus Arbory auf der Isle of Man rekrutiert.
Richard Costain lebte später in Blundellsands in der Nähe von Crosby.
Er starb 1902 in West Derby und hinterließ das Unternehmen, das zu diesem Zeitpunkt als Richard Costain Limited bekannt war, seinem Sohn William Percy Costain.

## Richard Costain and Sons Ltd
Das von ihm und seinen Söhnen Richard, William und John in Liverpool gegründete Unternehmen Richard Costain and Sons Ltd spezialisierte sich auf die Entwicklung großer Wohnsiedlungen in London und dessen Vororten. Ihr erstes Projekt, eine hochwertige Siedlung in Kingswood, wurde in der Nachkriegszeit des Ersten Weltkriegs 1923 eröffnet. Die Häuser wurden wohlgeplant auf den Grundstücken in einer ländlich-romantischen Umgebung platziert, wobei viele Bäume erhalten blieben.
In den darauf folgenden Jahren begann Costain mit neuen Siedlungen in Selsdon Garden Village (1925), Addington (1925), Caterham (1926), Croham Heights (1927) und Brent Water (1927). Die letzte, auf einem kurzen Stück der North Circular Road in der Nähe von Cricklewood, die 1927 eröffnet wurde, war ein Neuanfang. Die Häuser, klein und preisgünstig, sollten besser bezahlte Arbeiter anziehen.
Weitere Siedlungen folgten in den 1930er Jahren, darunter zwei weitere für die untere Einkommensgruppe, Rylandes Farm, nahe Dagenham (1931) und Elm Park, Hornchurch (1934). Es mag keine bewusste Politik gewesen sein, aber diese Firma, fast die einzige unter den großen Londoner Bauträgern, schaffte es, die meisten Einkommensgruppen zu versorgen.
Das Croham Heights Estate ist eine von Richard Costains Söhnen ab 1925 entwickelte Wohnsiedlung in South Croydon bei London. Bei der Vermarktung der dort errichteten Doppelhaushälften zu Preisen von 800 bis 950 £ betonte das Bauunternehmen die naturnahe Lage, indem sie auf der Titelseite und den ersten Seiten der Broschüre Fotos der Landschaft und der sauberen Luft zeigten und beschrieben.

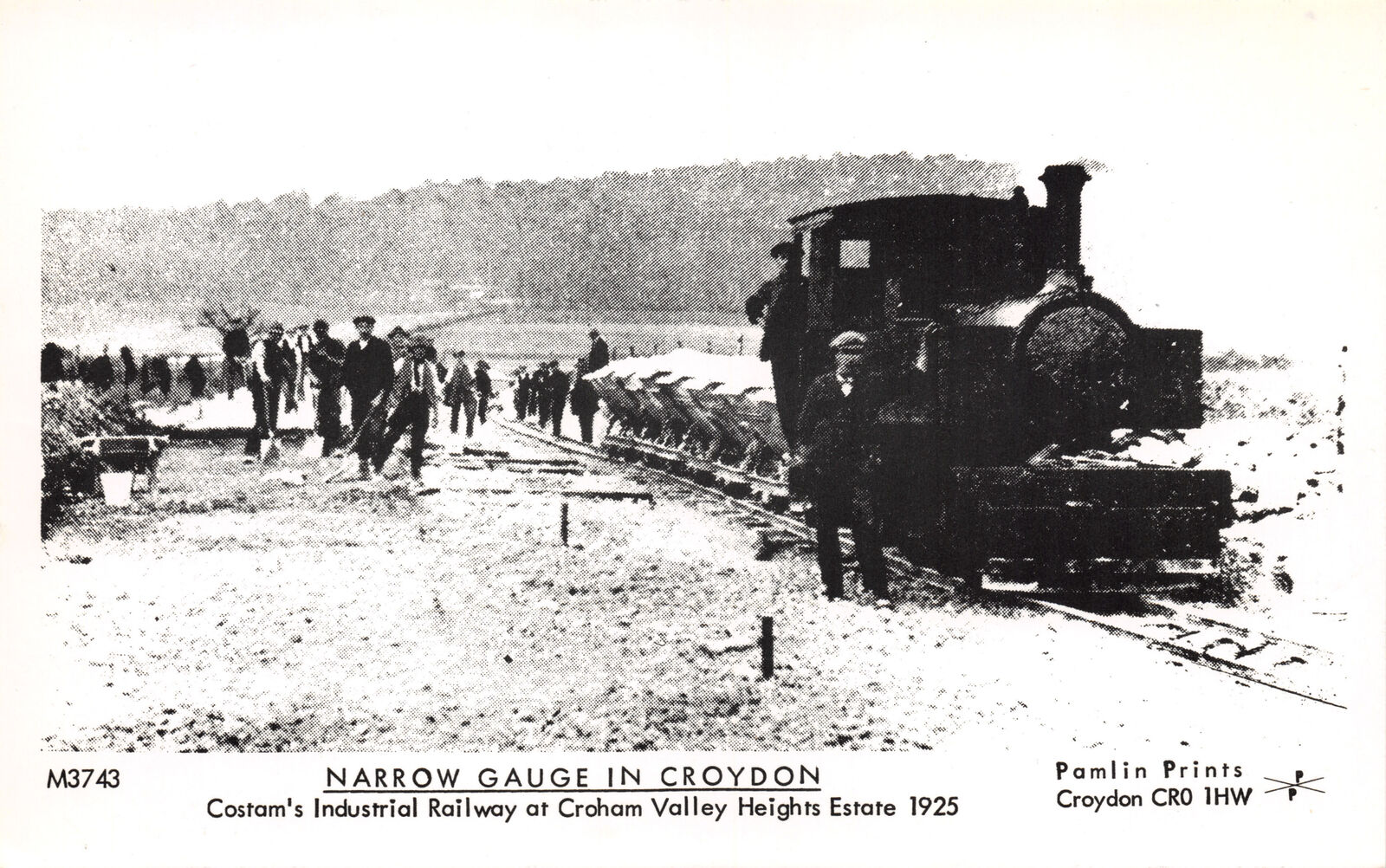
Feldbahn in Croydon: Costain’s Croham Heights Estate, 1925. Im Hintergrund Croham Hurst und die lange Kurve der Farley Road, die sich den Hügel hinauf schlängelt.

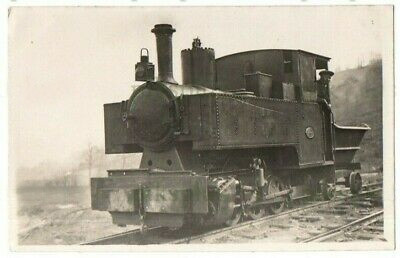
Feldbahnlokomotive mit Kipplore

Die für den erfolgreichen Haus- und Gartenbau erforderlichen Baumaterialtransporte und Erdbewegungen in Selsdon und dem Croham Heights Estate wurde mit einer Dampflok-betriebenen Feldbahn französischer Bauart durchgeführt. Um die meist aus Liverpool stammenden Bauarbeiter und Baumaterialien in den landumschlossenen Weiler Selsdon zu bringen, und so wurde eine schmalspurige Dampfeisenbahn den Hügel hinauf gebaut, auf der Trasse, auf der heute die Farley Road verläuft.
Die Häuser in Selsdon wurden für 650 £ verkauft, wobei die Costains einen Zuschuss von 75 £ pro Haus vom Stadtrat erhielten. Nr. 1 Queenhill war das ''Estate Office'' und man kann immer noch den Unterschied zwischen diesem Haus und allen anderen in der Gegend sehen.
1935 betrat das Unternehmen Neuland, als es den ersten Teil von Dolphin Square, einem 3 Hektar großen Wohnkomplex mit 1250 Wohnungen, entlang der Themse in Chelsea bauten, die 1926 bezugsreif waren.